# Boheľov
Boheľov  (em húngaro:  Bögellő, pronúncia húngara:[’bøɡɛlløː]) é uma aldeia e um dos sessenta e quatro municípios que formam o distrito de Dunajská Streda, situada na região de Trnava da Eslováquia.

## Demografia
| Ano:        | 1994 | 2004   | 2014   | 2024   |
| ----------- | ---- | ------ | ------ | ------ |
| Broj ljudi: | 371  | 365    | 346    | 355    |
| Razlika:    |      | -1,61% | -5,20% | +2,60% |

| Ano:               | 2023 | 2024   |
| ------------------ | ---- | ------ |
| Número de pessoas: | 357  | 355    |
| Diferença:         |      | -0,56% |